# Comiziano
Comiziano község (comune) Olaszország Campania régiójában, Nápoly megyében.

## Fekvése
Nápolytól 30 km-re északkeletre fekszik. Határai: Camposano, Casamarciano, Cicciano, Cimitile és Tufino.

## Története
A település keletkezének idejét a Kr. u. 1. századra teszik. Eredetileg Comignano vagy Cumignano név alatt volt ismert, mai elnevezését 1909-ben kapta. Nevének eredetét a latin Cominia szóból eredeztetik, más feltételezék szerint a szomszédos Ciccianóban megtelepült johanniták által kialakított Comitesből (jelentése megye) származik. A középkor során területe Nolához tartozott, majd később a nápolyi spanyol alkirályok birtoka lett. Rövid időn belül azonban a nápolyi Maddaloni hercegek tulajdonába került át és nemesi birtok maradt önálló településsé való nyilvánításáig (1909).

## Népessége
A népesség számának alakulása:

## Főbb látnivalói
Fő látnivalója az 1500-as években épült templom.